# Landgemeinde Kuopio

Wappen der Landgemeinde Kuopio

Die Landgemeinde Kuopio (finn. Kuopion maalaiskunta, schwed. Kuopio landskommun) ist eine ehemalige Gemeinde im Osten Finnlands. Sie bestand bis 1969 und umfasste das Umland der Stadt Kuopio.
Im Laufe der Geschichte der Landgemeinde wurde ihr Gebiet mehrmals verkleinert: 1922 wurde die Gemeinde Vehmersalmi (die 2005 wiederum in die Stadt Kuopio eingemeindet wurde) aus der Landgemeinde Kuopio gelöst. 1925 entstand die Gemeinde Siilinjärvi aus Teilen der Landgemeinde Kuopio sowie Nilsiä und Maaninka. 1942 erfolgte eine Eingemeindung von Vorortgebieten in die Stadt Kuopio. Zum 1. Januar 1969 wurde die Landgemeinde Kuopio schließlich aufgelöst. Der größte Teil des Gemeindegebiets wurde der Stadt Kuopio zugeschlagen, ein kleinerer Teil um die Dörfer Kehvo, Väänälänranta und Kehvonsalo ging an Siilinjärvi. Zuletzt hatte die Landgemeinde Kuopio eine Fläche von 588 Quadratkilometern und 8.930 Einwohner (1963).

## Persönlichkeiten
- Tauno Ilmoniemi (1893–1934), Turner